# Веста (Міннесота)
Веста (англ. Vesta) — місто (англ. city) в США, в окрузі Редвуд штату Міннесота. Населення — 276 осіб (2020).

## Географія
Веста розташована за координатами 44°30′23″ пн. ш. 95°24′50″ зх. д. / 44.50639° пн. ш. 95.41389° зх. д. (44.506525, -95.413981).  За даними Бюро перепису населення США в 2010 році місто мало площу 1,05 км², уся площа — суходіл.

## Демографія
Згідно з переписом 2010 року, у місті мешкало 319 осіб у 124 домогосподарствах у складі 83 родин. Густота населення становила 304 особи/км².  Було 136 помешкань (130/км²).
Расовий склад населення:
| - 94,7 % — білих - 1,9 % — азіатів - 0,9 % — чорних або афроамериканців - 0,6 % — корінних американців |

До двох чи більше рас належало 1,9 %. Частка іспаномовних становила 0,0 % від усіх жителів.
За віковим діапазоном населення розподілялося таким чином: 28,5 % — особи молодші 18 років, 52,1 % — особи у віці 18—64 років, 19,4 % — особи у віці 65 років та старші. Медіана віку мешканця становила 33,5 року. На 100 осіб жіночої статі у місті припадало 91,0 чоловіків;  на 100 жінок у віці від 18 років та старших — 93,2 чоловіків також старших 18 років.
Середній дохід на одне домашнє господарство  становив 47 445 доларів США (медіана — 38 000), а середній дохід на одну сім'ю — 54 420 доларів (медіана — 48 125). За межею бідності перебувало 10,6 % осіб, у тому числі 12,7 % дітей у віці до 18 років та 15,9 % осіб у віці 65 років та старших.
Цивільне працевлаштоване населення становило 139 осіб. Основні галузі зайнятості: сільське господарство, лісництво, риболовля — 20,9 %, виробництво — 18,0 %, освіта, охорона здоров'я та соціальна допомога — 12,9 %, науковці, спеціалісти, менеджери — 10,1 %.